# Gilgandra Shire
Koordinaten: 31° 42′ S, 148° 41′ O

Gilgandra Shire ist ein lokales Verwaltungsgebiet (LGA) im australischen Bundesstaat New South Wales. Das Gebiet ist 4.831,5 km² groß und hat etwa 4.300 Einwohner.
Gilgandra liegt in der North-Western-Region des Staates etwa 440 km nordwestlich der Metropole Sydney. Das Gebiet umfasst 16 Ortsteile und Ortschaften: Balladoran, Bearbong, Biddon, Breelong, Curban, Gilgandra, Kickabil, Tonderburine, Tooraweenah und Teile von Armatree, Collie, Gulargambone, Mendooran, Merrigal, Mount Tenandra und Warrumbungle. Der Sitz des Shire Councils befindet sich in Gilgandra, wo etwa 3.000 Menschen leben.

## Verwaltung
Der Gilgandra Shire Council hat neun Mitglieder, die von den Bewohnern der LGA gewählt werden. Gilgandra ist nicht in Bezirke untergliedert. Aus dem Kreis der Councillor rekrutiert sich auch der Mayor (Bürgermeister) des Councils.